# 예카테리나 루덴코
예카테리나 올레고브나 루덴코(러시아어: Екатери́на Оле́говна Руде́нко, 1994년 10월 16일~)는 카자흐스탄의 수영 선수로 주 종목은 배영이다. 올림픽에 3회(2008, 2012, 2016) 참가하였고, 인천에서 열린 2014년 아시안 게임 여자 배영 50m와 100m 경기에서 은메달을 확득했다.